# Blumenbachia prietea
Blumenbachia prietea är en brännreveväxtart som beskrevs av C. Gay. Blumenbachia prietea ingår i släktet Blumenbachia och familjen brännreveväxter. Inga underarter finns listade i Catalogue of Life.